# Таваккул
Таваккул — один із представників аристократії мангитів кінця XV — початку XVI століть. Син Тимура, онук Мансура і правнук Єдигея, беклярбек Великої Орди за синів хана Ахмата.

## Біографія
Його діяльність відноситься до періоду згасання улуса Джучі, коли боротьбу за владу вели спадкоємці хана Ахмата Муртаза, Саїд-Ахмад і Шейх-Ахмад. Його батько був беклярбеком на початку правління дітей Ахмата. Але після смерті Тимура до березня 1486 року беклярбеками стали двоюрідні брати Таваккула, сини його дядька: Джанкувват зайняв місце Тимура при Саїд-Ахмаді, а Хаджіке, при Шейх-Ахметі. Джанкувват після 1490 року не згадується в джерелах, а Хаджіке в 1494 році невдало підтримав Муртазу у спробі змістити Шейх-Ахмета. Після повернення Шейх-Ахмета до влади беклярбеком став Таваккул.
Таваккул намагався зберегти розвалену державу, об'єднати дітей Ахмата. Основним ворогом він вважав кримського хана Менглі-Ґерая, хоч і був одружений з його сестрою. У 1500 з його ініціативи було відновлено союз Великої Орди з Литвою. Близько 1501—1502 Шейх-Ахмет і Таваккул намагалися змінити зовнішню політику, вони пропонували союз Москві, спрямовані проти Криму, обіцяючи замість розрив зв'язку з Литвою, але Іван III відкинув ці пропозиції. В умовах невдач стався розрив між ханом та беклярбеком. Потім був розгром Менглі-Ґераєм в 1502 центрального улусу, після чого кримський хан навіть формально оголосив себе наступником Джучі.
Таваккул після невеликого періоду поневірянь степом у 1503 році влаштувався в Криму. Менглі-Ґерай прийняв його добре, чому мабуть сприяла дружина Менглі-Гірея — Нур-Султан, сестра Таваккула. Судячи з усього, він і за кримського хана став беклярбеком. При цьому він правив мангитами, що жили в Криму, яких було не так багато, але з приєднанням до Криму степів нижнього Дніпра — він отримав владу над цим улусом, яким володів ще його батько, і куди збиралися розсіяні раніше мангити. Роль цього племені у Кримському ханстві із приєднанням цих земель суттєво посилилася. Таваккул активно займався зовнішньою політикою, зокрема, покращенням кримсько-литовських відносин, використовуючи свої старі зв'язки.